# Celaque nationalpark
Celaque nationalpark är en nationalpark i Honduras.   Den ligger i departementet Departamento de Olancho, i den centrala delen av landet, 120 km nordost om huvudstaden Tegucigalpa. Celaque nationalpark ligger 705 meter över havet.